# NGC 4753
NGC 4753 is een lensvormig sterrenstelsel in het sterrenbeeld Maagd. Het hemelobject werd op 22 februari 1784 ontdekt door de Duits-Britse astronoom William Herschel.

## Synoniemen
- UGC 8009
- MCG 0-33-16
- ZWG 15.29
- IRAS 12498-0055
- PRC D-23
- PGC 43671